# Das Areal
Das Areal war eine in den Jahren 2008 bis etwa 2012 bestehende Website und Bürgerinitiative gegen Landschaftszerschneidung im Bayerischen Wald. Die Website zeigte Bilder von Baumaßnahmen im Bayerischen Wald, insbesondere dem Straßenbau, dokumentierte die Kritik und den Widerstand gegen einzelne Projekte und gab Raum für Diskussionen. Neuartig war, dass erst die Existenz der Website und ihre rasche Medienpräsenz Bürger gegen ein Straßenbauprojekt aufrüttelte und zusammenbrachte.

## Vorgeschichte
Große Rodungen im Wald zwischen Frauenau und Klingenbrunn gaben im Herbst 2007 den Anstoß, dass die Webdesignerin Sabine Macht aus Riedlhütte (Landkreis Freyung-Grafenau) zunächst beim Landratsamt, dann bei der Straßenbauverwaltung nach dem Sinn der Maßnahme fragte. Die spärlichen Antworten der Behörden brachten Sabine Macht auf die Idee, eine Internetseite Initiative gegen die Landschaftszerstörung im Bayerischen Wald ins Leben zu rufen.
Am 11. März 2008 startete die Website mit Fotos von den Kahlschlägen, Leserkommentaren und Appellen an Politiker, Touristiker und Unternehmer.

## Staatsstraße Frauenau-Klingenbrunn
Der Bau eines 2,6 Kilometer langen Abschnitts der Glasstraße (St 2132) südlich Frauenau (Landkreis Regen), mit dem Ziel der Begradigung von 3 Kurven, wurde ohne Planfeststellungsverfahren durchgeführt, also ohne Beteiligungsmöglichleit der Verbände und der Bürger. Ausgehend von den ersten Veröffentlichungen auf Das Areal formierte sich rasch eine Bewegung, die den Bau noch zu verhindern versuchte. Es gab Leserbriefe und Schreiben an die Verantwortlichen, Lokaltermine, einen Protestmarsch im Wald, eine Unterschriftensammlung und mehrere Petitionen an den Bayerischen Landtag.
Von den lokalen Medien berichteten die Passauer Neue Presse und ihre Lokalausgaben, Die Neue Woche, sowie das Bayerwald Wochenblatt, überregional berichteten das ‚ostbayerische magazin lichtung‘, die Zeitschrift Schöner Bayerischer Wald, das Straubinger Tagblatt, die Frankfurter Allgemeine Zeitung und die Süddeutsche Zeitung.  Das Bayerische Fernsehen sendete am 14. Mai 2008 in der Abendschau live von der Baustelle und im Kulturmagazin Capriccio am 12. Juni 2008 ein Porträt von Sabine Macht und der Website Das Areal. Der Bau des Straßenabschnitts konnte dadurch zwar nicht mehr verhindert werden, aber die Debatten über den Sinn weiterer Straßenneubauten im Bayerischen Wald dauerten anschließend noch länger an.

## Erweiterung des Areals
Die Erfahrungen aus Frauenau zeigten, dass die Mitwirkung der Bürger an Planungen schon zu einem frühen Zeitpunkt ansetzen muss. Das Areal bot später ein Forum für fast alle Straßenbauvorhaben im Bayerischen Wald und mögliche Alternativen wie zum Beispiel die Bayerische Waldbahn, aber auch für andere kontroverse Themenkomplexe wie Discounter oder regionale Architektur. Weil Entwicklungen in der Region nicht losgelöst von globalen Zusammenhängen betrachtet werden dürfen, startete Sabine Macht im November 2008 das offene Projekt Das Areal II als Bestandsaufnahme und ein knappes Jahr später Areal3 mit Zukunftsperspektiven. Dort fragte sie nach konstruktiven Meinungen und Ideen, wie in Deutschland und weltweit echte Demokratie, Gerechtigkeit und ausgewogene Lebensverhältnisse geschaffen werden können.

## Nachwirkungen
Wie bei den meisten Bürgerinitiativen hielt auch die Arbeit von Das Areal nur über wenige Jahre an. Die letzte Aktualisierung der Internetseiten erfolgte im Jahr 2012. Seitdem scheinen vom Das Areal keine Aktivitäten mehr auszugehen.